# Groupe Sigma
Le Groupe Sigma est un groupe d'entreprises de services du numérique dont la société principale, Sigma Informatique, a été créée en 1972.
Le groupe est spécialisé dans l’édition de logiciels de gestion, l’intégration de solutions digitales et l’infogérance de systèmes d’information.
Le groupe dispose de 5 implantations nationales, à La Chapelle-sur-Erdre (siège social de Nantes), Paris, Strasbourg, Lyon et Toulouse.

## Historique
L’entreprise  Sigma Informatique, société principale du Groupe Sigma, est créée en 1972.Elle se développe dans l’offre de progiciels de gestion pour différents métiers, par croissance interne et externe. Elle rachète notamment  en 1998 la société SFMI Informatique, qui devient une filiale du groupe spécialisée dans le développement et la commercialisation de logiciels de gestion pour la grande distribution. Elle complète par d’autres acquisitions lui permettant aussi d’accroitre son portefeuille de logiciels de gestion, telle de la société Delta Ressources et de sa solution Tess, logiciel de gestion pour le métier du transport, en 2006, de la société  Eirsys Technologie spécialisée sur les logiciels pour les chambres consulaires, en 2007, ou de la société Actium, éditeur de solutions de gestion comptable et financière, en 2011,,  . Sigma a également acquis en 2012 la société A5 Test spécialisée sur le test de logiciels.
Concomitamment, il développe une activité d’intégration de solutions, et s’implante sur cinq sites : à Nantes, Paris, Toulouse, Strasbourg et Lyon.
En plus de ces activités historiques, l’entreprise crée à partir des années 1980 un nouveau pôle d’activité consacré à l’infogérance informatique. Après avoir mis en place deux centres de données à La Chapelle-sur-Erdre, il en crée un troisième en 2014 à Carquefou ,. Ce troisième centre bénéficie de techniques visant à réduire la consommation énergétique du bâtiment telles que le free cooling.
En avril 2015, le Groupe Sigma signe un partenariat avec l'opérateur Internet Jaguar Network pour installer un point de présence (PoP) à Nantes, dans son 3e centre de données. C’est l’un des PoP permettant l’accès à OuestIX, nœud d’échange de trafic Internet implanté sur l’ouest de la France.
En 2016, il fait rentrer son comité de direction au capital et lève des fonds avec des apports de la banque  Crédit mutuel-CIC pour faciliter sa croissance organique et permettre de nouvelles acquisitions,.

## Métiers et activités
Sigma est historiquement, d’une part, un éditeur de logiciels métiers dans le domaine des Ressources humaines, de la gestion financière , de la gestion de la chaîne logistique, et des niches telles que les chambres consulaires, etc., et, d’autre part, un intégrateur de logiciels et de projets Web.  Il a ensuite développé un troisième pôle d’activité autour de l’infogérance et de  l’hébergement.
Ce troisième pôle emploie 200 personnes. La création de ce troisième pôle correspond à la volonté de défragiliser son activité et de bénéficier d’une conjoncture favorable sur l’infogérance.
Les deux autres activités emploient environ 300 personnes chacune.
Son chiffre d’affaires est  de 62 millions d’euros en 2015.

## Certifications et classements
Le Groupe Sigma dispose des certifications suivantes :
- ISO 27001, pour son système de management de la sécurité du système d'information[13] ;
- Hébergeur web agréé de données de santé (HADS)[14].

L'entreprise est présente dans différents classements relatifs aux éditeurs de logiciel :
- Truffle 100 France : 48e (2016)[15] ;
- Top 250 éditeurs : 44e (2015)[16].